# Маршфілд (селище, Вермонт)
Маршфілд (англ. Marshfield) — селище (англ. village) в США, в окрузі Вашингтон штату Вермонт. Населення — 229 осіб (2020).

## Географія
Маршфілд розташований за координатами 44°21′12″ пн. ш. 72°21′0″ зх. д. / 44.35333° пн. ш. 72.35000° зх. д. (44.353356, -72.349948).  За даними Бюро перепису населення США в 2010 році селище мало площу 0,69 км², з яких 0,67 км² — суходіл та 0,02 км² — водойми.

## Демографія
Згідно з переписом 2010 року, у селищі мешкали 273 особи в 106 домогосподарствах у складі 67 родин. Густота населення становила 394 особи/км².  Було 118 помешкань (170/км²).
Расовий склад населення:
| - 95,6 % — білих - 1,1 % — азіатів - 0,4 % — корінних американців |

До двох чи більше рас належало 2,9 %. Частка іспаномовних становила 1,8 % від усіх жителів.
За віковим діапазоном населення розподілялося таким чином: 29,3 % — особи молодші 18 років, 59,0 % — особи у віці 18—64 років, 11,7 % — особи у віці 65 років та старші. Медіана віку мешканця становила 33,3 року. На 100 осіб жіночої статі у селищі припадало 108,4 чоловіків;  на 100 жінок у віці від 18 років та старших — 114,4 чоловіків також старших 18 років.
Середній дохід на одне домашнє господарство  становив 63 861 долар США (медіана — 55 278), а середній дохід на одну сім'ю — 53 496 доларів (медіана — 52 656). За межею бідності перебувало 18,1 % осіб, у тому числі 28,8 % дітей у віці до 18 років та 2,0 % осіб у віці 65 років та старших.
Цивільне працевлаштоване населення становило 103 особи. Основні галузі зайнятості: освіта, охорона здоров'я та соціальна допомога — 35,9 %, публічна адміністрація — 11,7 %, будівництво — 9,7 %, роздрібна торгівля — 7,8 %.